# Ban Hyo-jin
Ban Hyo-jin (em coreano: 반효진; 20 de setembro de 2007) é uma atiradora esportiva sul-coreana.

## Carreira
Ban nasceu em 2007. Crescendo em Daegu, ela frequentou a Daegu Dongwon Middle School, mas não começou a atirar até 2021, tendo participado anteriormente de taekwondo. Em julho de 2021, um amigo sugeriu tentar entrar para o time de tiro da escola. Ela entrou para o time e depois de duas semanas, "percebeu que tinha algum talento para atirar". Ela assistiu às Olimpíadas de Tóquio de 2021, mas de acordo com a YNA, "nem uma vez ela pensou que estaria competindo em uma Olimpíada apenas três anos depois".
Dois meses após experimentar o esporte pela primeira vez, Ban ganhou a medalha de ouro em um torneio em Daegu. Em abril de 2023, Ban, agora cursando a Daegu Physical Education High School, ganhou a medalha de prata no campeonato nacional feminino do ensino médio no evento de carabina de ar. Mais tarde naquele ano, ela participou do Campeonato Asiático de Tiro Juvenil e ganhou a prata no evento por equipes. Em 2024, Ban competiu nas eliminatórias olímpicas coreanas, "apenas para ganhar alguma experiência de competição": de acordo com a YNA, "seu objetivo inicial era competir contra alguns atiradores veteranos este ano e então lutar por uma vaga na seleção nacional para a temporada de 2025." No entanto, ela acabou vencendo a competição de surpresa.
Ban se tornou o membro mais jovem da equipe olímpica sul-coreana de 2024. Antes das Olimpíadas, ela competiu na Copa do Mundo ISSF de 2024: embora tenha terminado em 42º no torneio de Baku, Azerbaijão, ela então participou do torneio de Munique, Alemanha, e ganhou uma medalha de prata no evento individual de carabina de ar de 10 metros.
Nos Jogos Olímpicos de Verão de 2024, em Paris, conquistou a medalha de ouro na prova de carabina de ar 10 m feminino.